# 31632 Stephaying
31632 Stephaying è un asteroide della fascia principale. Scoperto nel 1999, presenta un'orbita caratterizzata da un semiasse maggiore pari a 2,7107344 UA e da un'eccentricità di 0,0302335, inclinata di 3,77110° rispetto all'eclittica.